# Cas Oorthuys
Casparus Bernardus Oorthuys (1 de noviembre de 1908 - 22 de julio de 1975), conocido como Cas Oorthuys, fue un fotógrafo y diseñador holandés

## Educación
Casparus Bernardus (Cas) Oorthuys, nació en 1908 en Leiden, el cuarto hijo de Dorothea Catherina Helena Christina de Stoppelaar (1875-1948) y el reverendo Gerardus Oorthuys (1876-1959). En 1909 la familia se mudó a Ámsterdam. Desde 1921 Oorthuys asistió al Liceo de Ámsterdam durante tres años antes de matricularse en la escuela técnica de Timorplein en Ámsterdam. De 1926 a 1930 estudió arquitectura en la Escuela de Arquitectura, Artes Decorativas y Oficios Artísticos de Haarlem y, tras el cierre de esta escuela en 1927, en el departamento de arquitectura de la MTS de Haarlem. Es entonces cuando se dedicó por primera vez a la fotografía.

## Comienzos de su carrera
Desde 1930 Oorthuys trabajó en el municipio de Ámsterdam como ingeniero estructural y participó en el diseño de los mercados de Jan van Galenstraat. En 1932 perdió su trabajo como consecuencia de la crisis económica y se afilió al Partido Comunista de los Países Bajos. Con el pintor Jo Voskuil fundó una agencia de publicidad que cerró sus actividades en 1935. En 1936 se convirtió en fotógrafo permanente de De Arbeiderspers. Siguiendo la tradición de la "fotografía de trabajadores" documentó la pobreza, la violencia policial, los desempleados, las personas sin hogar y los desahucios.

## Resistencia durante la Segunda Guerra Mundial
Durante la guerra, Oorthuys falsificó documentos y fotografió clandestinamente para De Ondergedoken Camera para reflejar las actividades de los ocupantes alemanes, y el terrible Hongerwinter, la hambruna holandesa de 1944-1945. Durante la recuperación de la posguerra, grabó los juicios por crímenes de guerra de Nuremberg y la reconstrucción de su país.
Durante la ocupación, Oorthuys se involucró en el Centro de Identificación Personal fundado en 1942 e hizo fotografías para tarjetas de identificación falsas, mientras realizaba fotos para un libro sobre agricultura. En mayo de 1944, cuando llevaba cartillas de racionamiento al arquitecto JJ van der Linden fue arrestado por los alemanes y encarcelado en el campo de Amersfoort .  
Tras su liberación  en agosto de 1944. formó parte de la organización "la cámara subterránea", formada hacia el Dolle Dinsdag, para evadir la prohibición total de "fotografiar, filmar, dibujar y exhibir personas y cosas de cualquier otra forma fuera de los espacios domésticos".. El grupo fotografió como pudo, manteniendo las cámaras ocultas y disparando "desde la cadera"; en consecuencia, la calidad de las imágenes se distingue por su naturaleza casual; a menudo con encuadres inclinados, descentrados y otros efectos accidentales. Su objetivo inicialmente era documentar la liberación de los aliados, y en su lugar registraron un duro invierno de hambre y resistencia en fotografías que se han convertido en la imagen de la ocupación alemana, especialmente la fotografía de Cas Oorthuys de una mujer con un trozo de pan en primer plano. Se publicó una variación de la portada de Amsterdam tijdens den hongerwinter ('Ámsterdam durante el invierno del hambre') publicada por Contact / De Bezige Bij, en 1947, mientras que la imagen ahora más famosa de esta serie alcanzó una audiencia de nueve millones a través de la exposición y publicación de 1955 La familia del hombre . 

## Postguerra
Después de la guerra, Oorthuys mantuvo las convicciones de izquierda  que lo habían impulsado a unirse al movimiento de fotógrafos trabajadores Vereeniging van Arbeiders-Fotografen en 1932, y con sus amigos Eva Besnyö y Emmy Andriesse, formaron el Vereniging van Beoefenaars der Gebonden Kunsten, el GKf, el 1 de septiembre de 1945.
Desde enero hasta marzo de 1947, Oorthuys, acompañado de su escritor, el pedagogo Albert de la Court, viajó por Java y Borneo, en Indonesia, por encargo de ABC-Press y la editorial Contact. En julio de 1947, el libro resultante Een staat in wording (Un estado naciente), promovió una solución pacífica a la lucha de Indonesia por la independencia, y las reseñas revelan su impacto en el cambio de actitudes hacia la colonia mientras los Países Bajos intentaban volver a ejercer su control  pero antes de que apareciera el libro, la Revolución indonesia estaba en pleno apogeo.
De 1945 a 1975 produjo numerosos libros e informes sobre la reconstrucción de posguerra  y realizó reportajes en Indonesia (1947), fotografió la Conferencia de Paz en París ( 1948), y en 1950 produjo un reportaje en Nueva Guinea Occidental.
Durante las vacaciones de verano de 1951 viajó con su familia para realizar un libro de bolsillo para en una serie para libros de fotos de contacto, comenzando con Bonjour Paris con una portada de Jan van Keulen, cada uno sobre un país diferente, promoviendo el turismo para una población holandesa ahora más próspera. Los libros compactos se diseñaron en torno al formato cuadrado del Rolleiflex que prefería Oorthuys y varios fueron comercializados en inglés, francés y alemán.
Durante este período diseñó cinco sellos postales en 1951 y dos más en 1964. En cada uno de ellos figura el retrato de un niño, entre ellos su propia hija Hansje. Para el Ministerio de Información belga, cubrió el Congo en 1952,  un reportaje sobre la ganadería en Jersey (1954), igualmente, artículos sobre Macedonia, Serbia y España (1955).

## Algunas fotografías

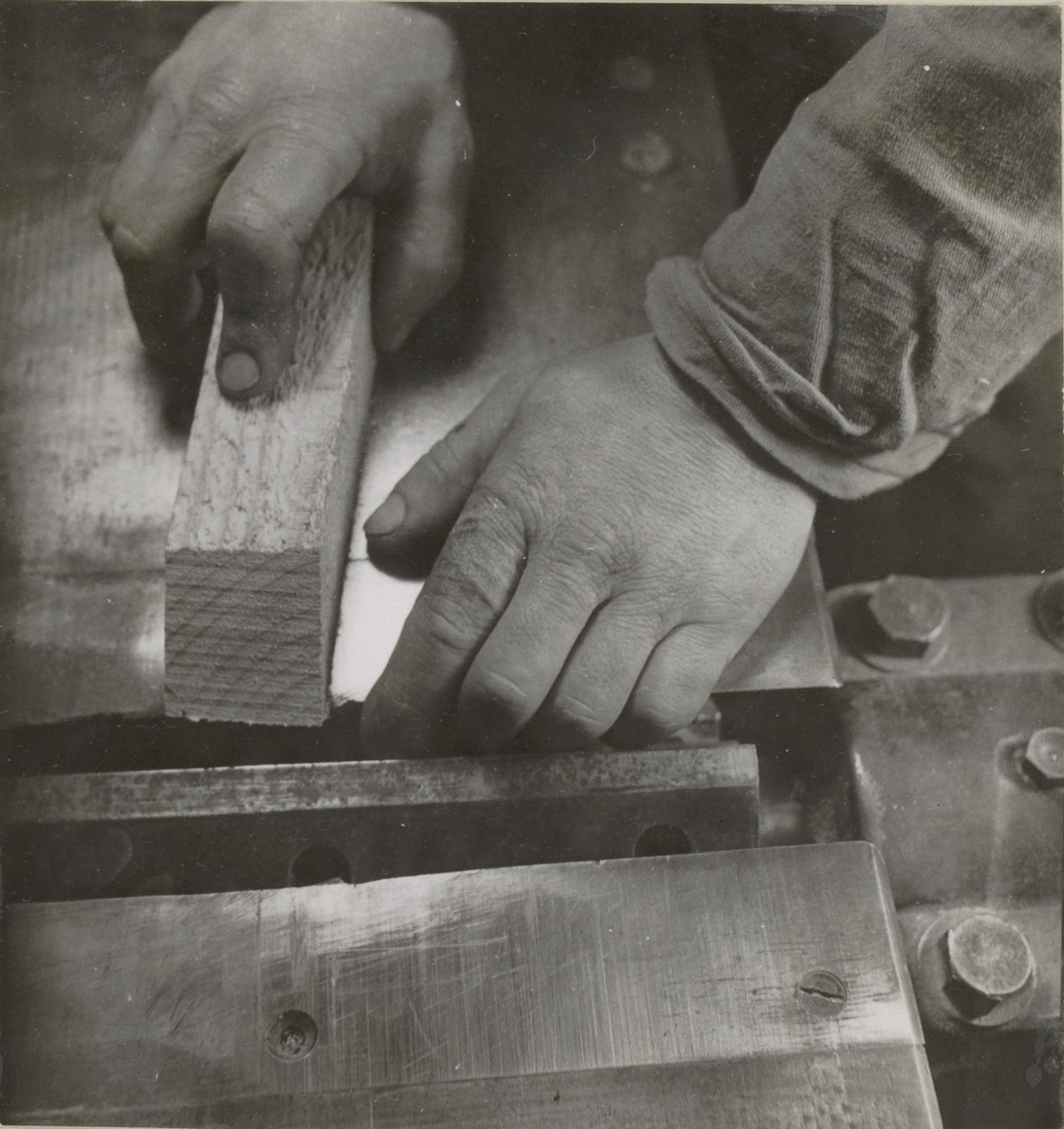
Garlopa
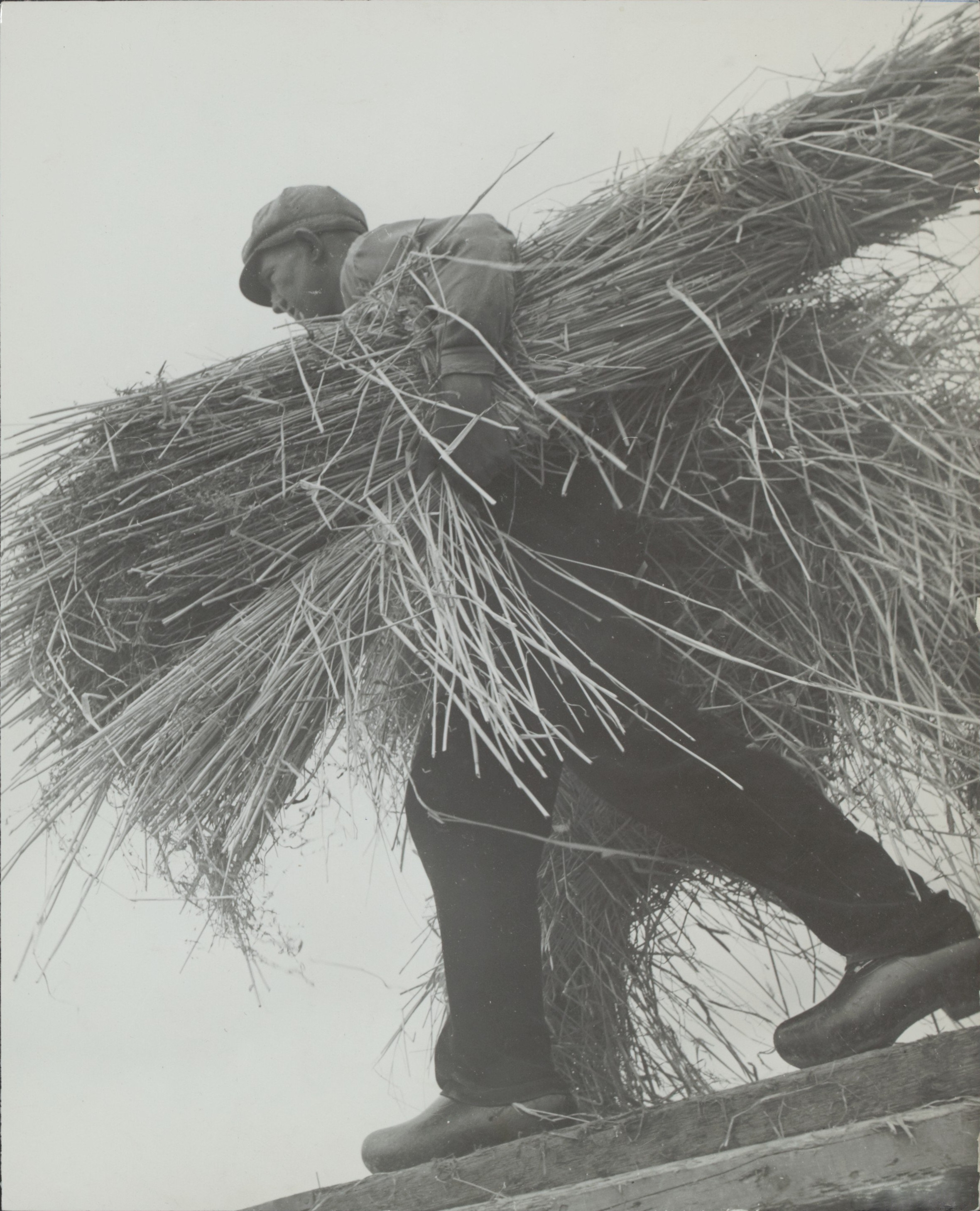
Walcheren(1945)
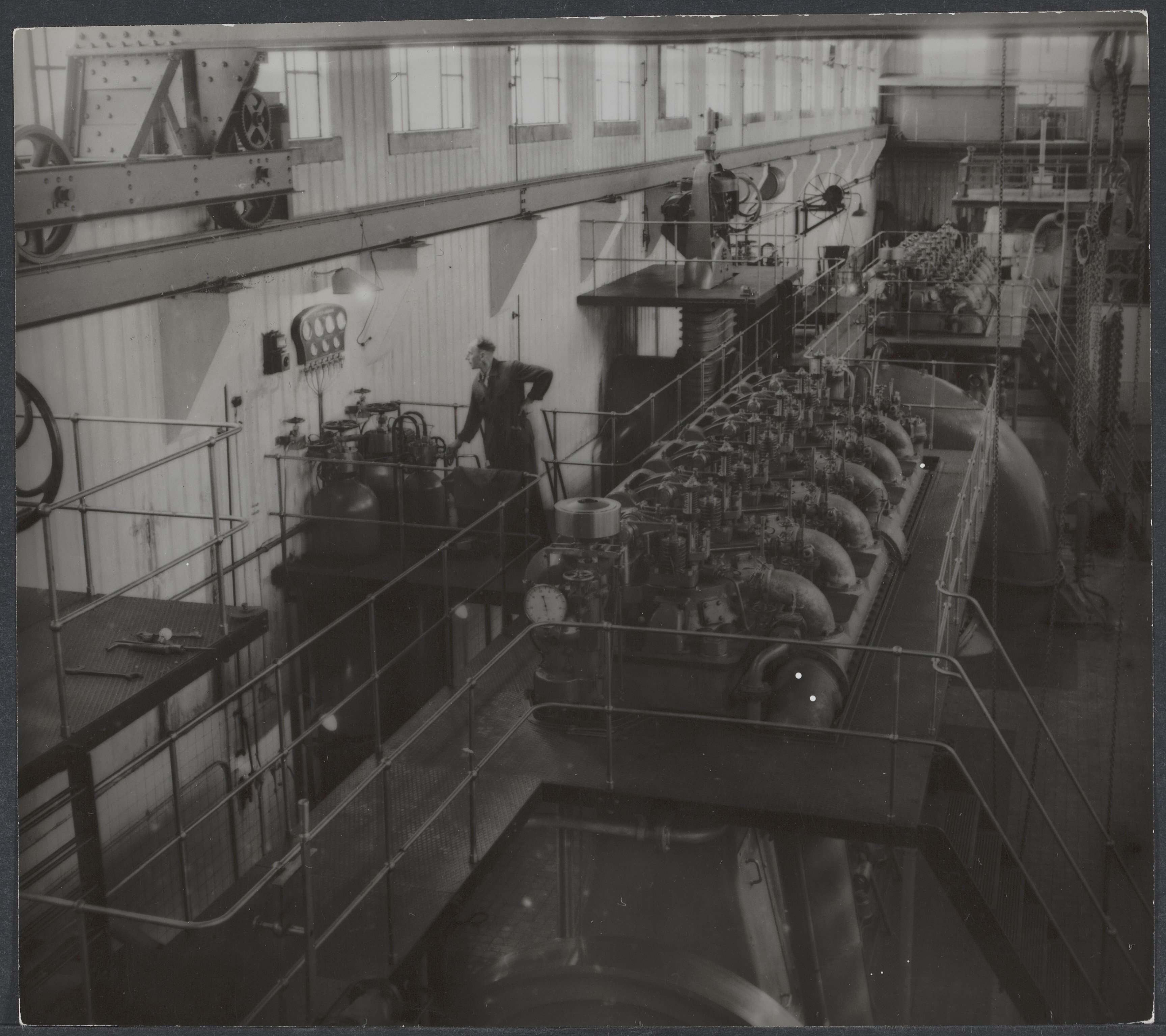
Wieringermeerpolder(1945)
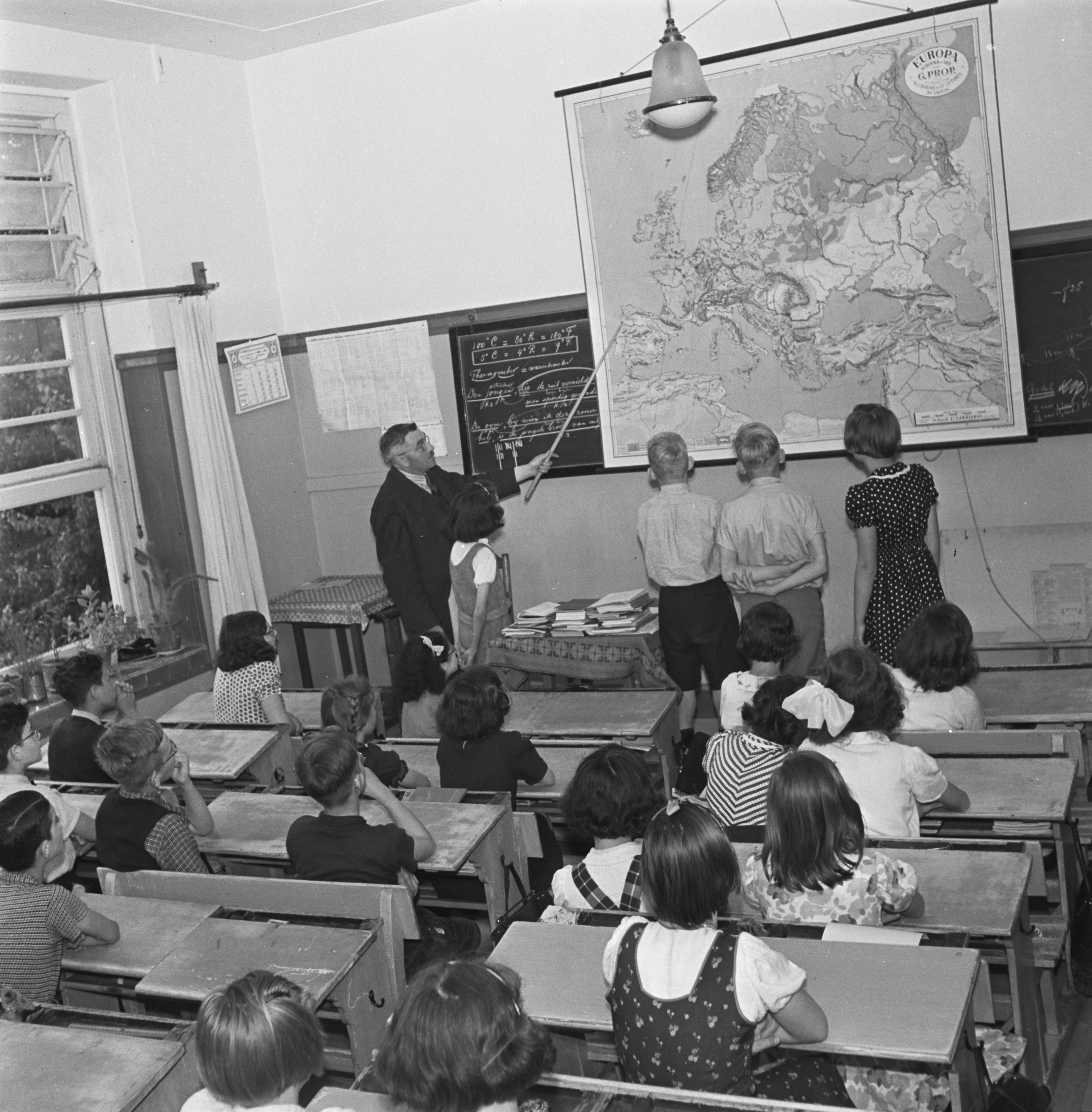
Clase de escuela (1946)

## Sellos holandeses 1951

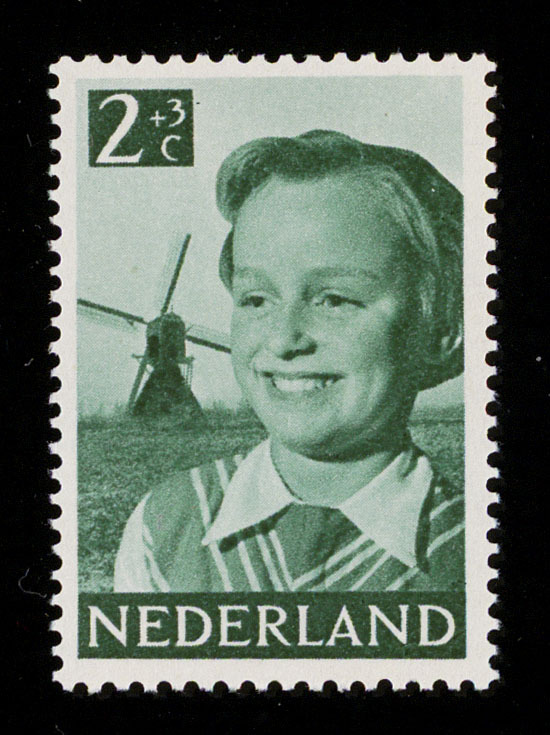
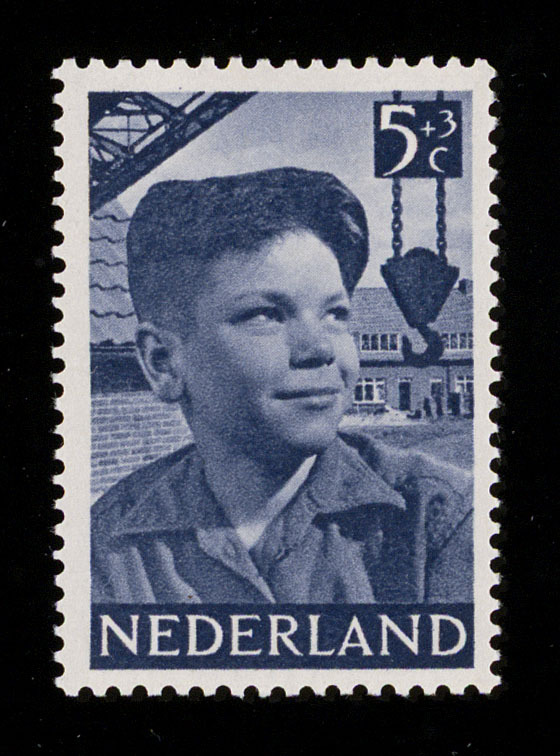
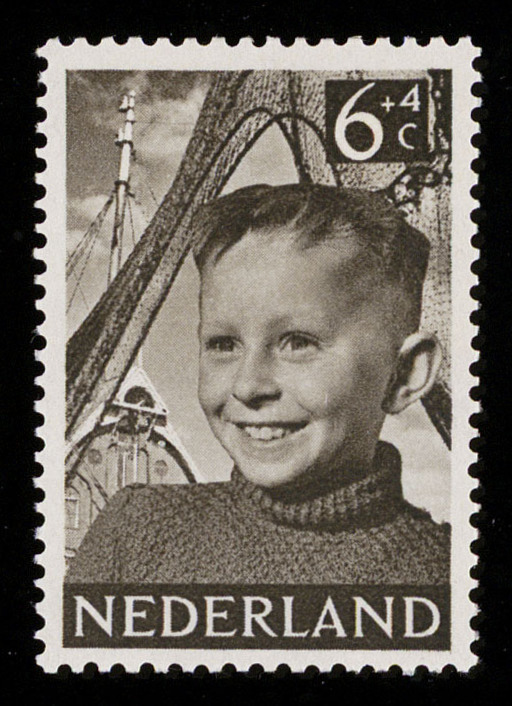
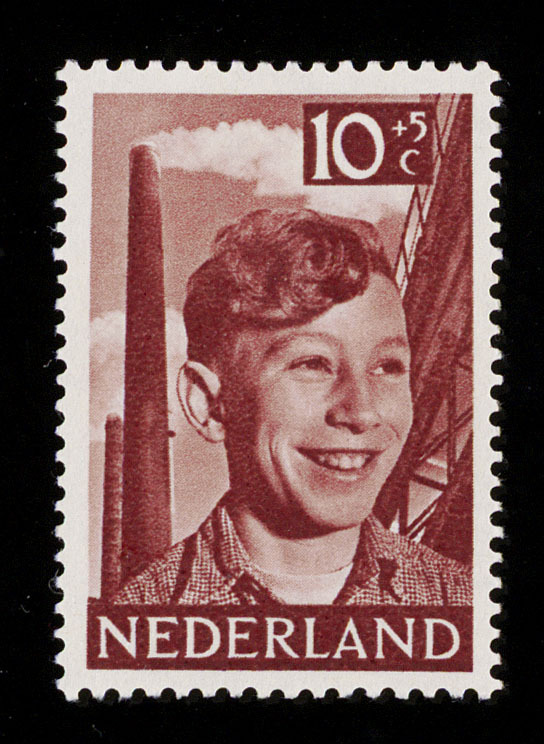
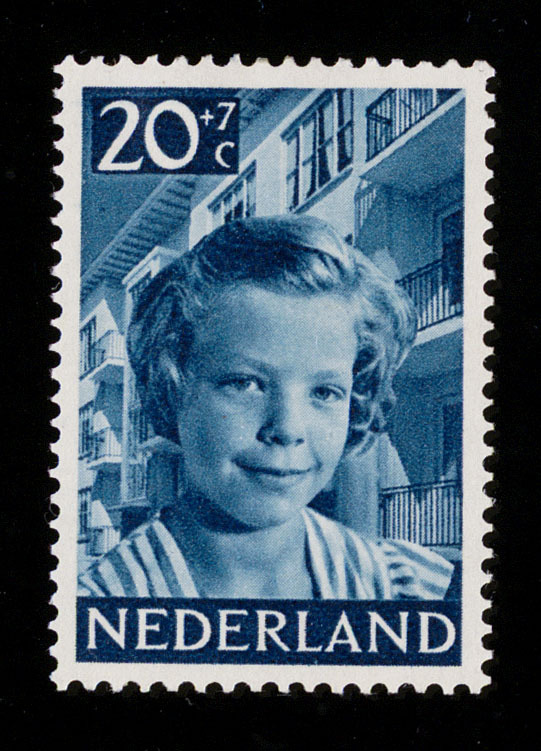

## Premios y legado

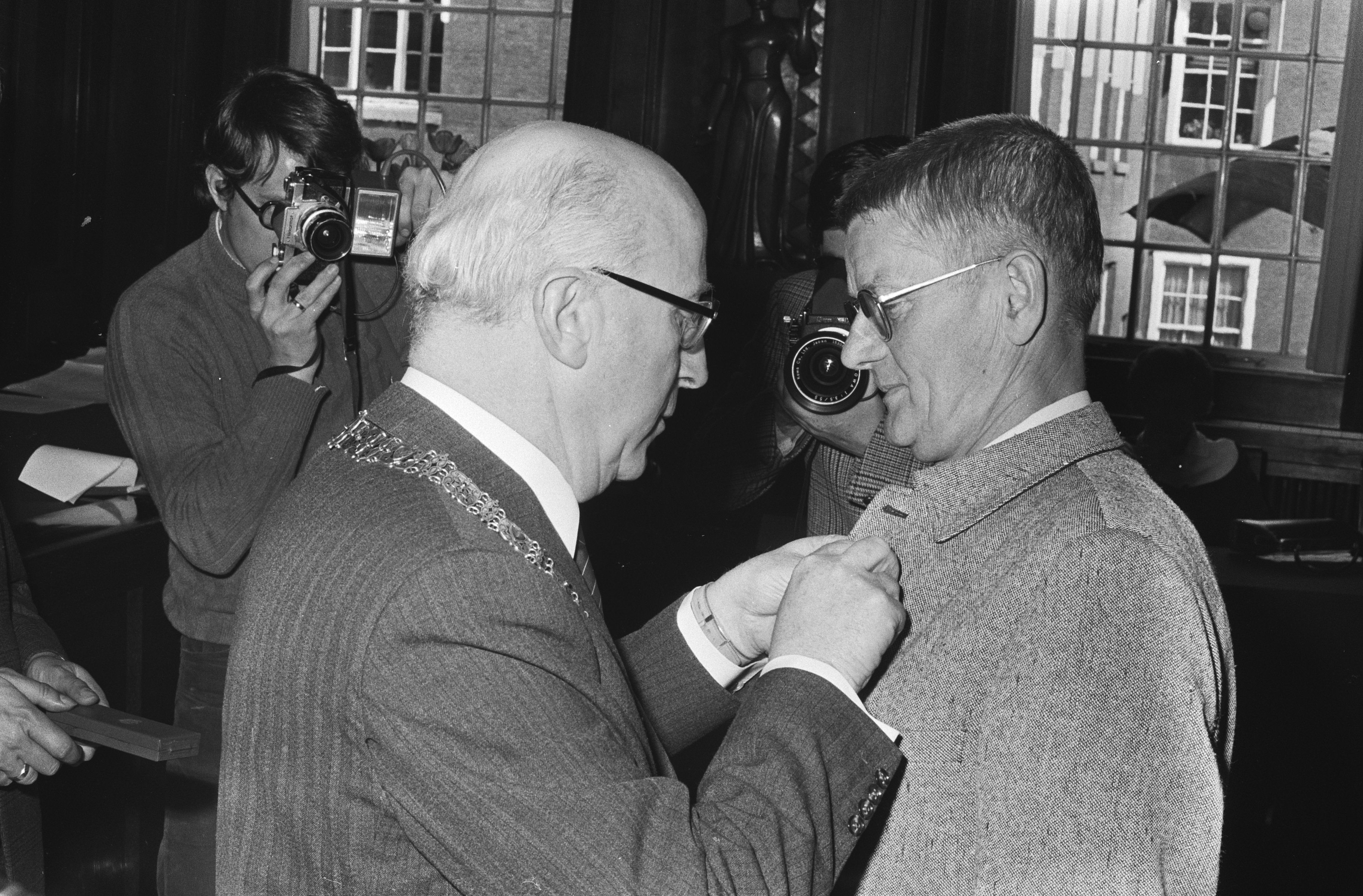
Oorthuys condecorado con el título de Caballero de la Orden de Orange-Nassau en 1971

- 1964 Premio ANWB por el libro Amsterdam onze hoofdstad
- 1966 Premio CPNB por el libro Países Bajos
- 1969 El Museo Sledelijk de Ámsterdam celebra el 60 aniversario de Oorthuys con una exposición y un libro.
- 1971 condecorado, Caballero de la Orden de Orange-Nassau
- Sello postal de 1975 que conmemora el aniversario de la liberación.

Oorthuys murió el 22 de julio de 1975 en Ámsterdam, a los 66 años, después de haber diseñado sólo tres meses antes un sello postal con motivo del 30º aniversario de la Liberación.
Al final de su carrera dejó 500.000 fotografías, un enorme archivo mantenido fielmente por su esposa Lydia, que comercializó sus imágenes antes de donar toda la colección al Nederlands Fotomuseum cuando tenía setenta años.

## Exposiciones

### Exposiciones individuales
- 1969: Museo Stedelijk, Ámsterdam (NL) [1]
- 1970: Retratos, Museo de La Haya, La Haya (Países Bajos)
- 1970: Hoogovens (NL)
- 1970: Laboratorio de Psicología, Nijmegen (NL)
- 1970: Kontrasten, Museo de La Haya, La Haya (Países Bajos)
- 1970: Mensen-People, In de Prinsetun, Leeuwarden (NL)
- 1970: Kunstcentrum, Berge (Países Bajos)
- 1974: Galerie Fiolet, Ámsterdam (NL)
- 1975: Museo Histórico de Ámsterdam, (NL)
- 2003: 1 agosto – 16 agosto, Cas Oorthuys, Saló Juvenil-Biblioteca (ES)
- 2003: 6 septiembre – 28 septiembre, Cas Oorthuys, Sala Plens de l'Ajuntament de Petra (ES)
- 2003: 13 nov – 4 dic, Cas Oorthuy s, Sala de exposiciones del Roser (ES)
- 2003/4: 12 diciembre – 4 enero, Cas Oorthuys, Casal de ca s'Hereu (ES)
- 2004: 28 de mayo – 29 de agosto, Cas Oorthuys, Foam Fotografiemuseum, Amsterdam (NL)
- 2006: 18 enero – 5 marzo, Fotografías Madrid, mayo de 1955; Cas Oorthuys, Fundación Carlos de Amberes (ES) [24]
- 2007: 20 febrero – 19 dic, Fotografías Madrid, mayo 1955; Cas Oorthuys, Fundación Carlos de Amberes (ES)
- 2018/19: 9 de septiembre: septiembre - 1 de enero, Cas Oorthuys: Contactos, Rotterdam, Nederlands Fotomuseum (NL) [25]
- 2023/24: 16 de junio – 14 de enero, Cas Oorthuys: Verzetsfotograaf, Verzetsmuseum, Ámsterdam (NL) [26]

### Exposiciones colectivas
- 1937 Stedelijk Museum, Amsterdam (NL)[27]
- 1953 Museum of Modern Art, New York (US)[27]
- 1954 Subjektive Fotografie 2, Saarbriicken (DE)[27]
- 1957 Biennale di Fotografia, Venezia (IT)[27]
- 1971 Mensen-People, Meyhuis, Helmond (NL)[27]
- 1971: Mensen-People, Moscow (USSR)[27]
- 1979 Haags Gemeentemuseum, Den Haag (NL)[27]
- 2002/3: 10 Nov – 12 Jan, Zwarte Rook: Fotografie en steenkool in de twintigste eeuw, Netherlands Photo Museum (NL)
- 2003: 20 Sep – 19 Oct 60 Exhibitions: Breda Photo, Breda Photo (NL)
- 2003: 29 Aug – 26 Oct, Rare Snuiters, De Nieuwe Kerk (NL)
- 2003/4: 19 Oct  – 18 Jan, Licht, lucht en ruimte – Wonen in de jaren vijftig: Cas Oorthuys Jan Versnel, De Zonnehof - centrum voor moderne kunst (NL)
- 2004: 7 Feb – 13 Mar, Onbedoelde Fotografie, ACF Amsterdams Centrum voor Fotografie (NL)
- 2003/4: 12 Dec – 23 May, Foto's van Vijftig, Stedelijk Museum De Lakenhal (NL)
- 2004: 18 Sep – 5 Dec, Wegkijken: Foto's uit het Spaarnestad Fotoarchief, De Hallen (NL)
- 2004/5: 4 Sep – 9 Jan, Paris was great!: Dutch photographers in Paris 1945–1965, Stedelijk Museum Schiedam (NL)
- 2005: 10 Feb – 22 May, La Photographie à l'épreuve, IAC - Institut d'art contemporain (FR)
- 2005: 14 May – 12 Jun,  Made in Holland, Dexia FotoFestival Naarden:
- 2005: 22 May – 11 Sep 1945 - Im Blick der Fotografie. Kriegsende und Neuanfang, LWL-Museum (DE) FotoFestival NaardenNL
- 2006: 8 Sep – 3 Dec The Street: Pioneers of 20th-Century Photography from the Rijksmuseum's photo collection, Van Gogh Museum (NL)
- 2007: 19 Apr – 26 Aug, Dutch Eyes, Netherlands Photo Museum (NL)
- 2008: 22 Mar – 22 Jun, The Van Zoetendaal Collection, Fotomuseum Den Haag (NL)
- 2014: 14 Sep 2013 – 5 Jan, White: Photography, Art, Design, Fashion, Film, Netherlands Photo Museum (NL)
- 2015: 5 Feb – 14 Mar, Mid-Century Dutch: Vintage Photographs by Dutch Artists, Keith de Lellis Gallery (US)
- 2015: 24 Jan – 24 May, Rotterdam in the Picture: 175 Years of Photography in Rotterdam, Netherlands Photo Museum (NL)
- 2016: 16 Mar – 19 Jun, Strange and Familiar: Britain as Revealed by International Photographers, curated by Martin Parr, Barbican Art Gallery (GB)
- 2017: 9 Sep 2016 – 22 Jan, Der Rhein und die Fotografie 2016-1853, LVR LandesMuseum Bonn (DE)
- 2017: 25 Nov 2016 – 29 May, Strange and Familiar: Britain as Revealed by International Photographers, Curated by Martin Parr, Manchester Art Gallery (GB)
- 2017: 20 May – 20 Aug, Spring Tide: Van Zoetendaal & The Collection, Netherlands Photo Museum (NL)
- 2017: 20 May – 3 Sep, Spring Tide: Van Zoetendaal & The Collection, Netherlands Photo Museum (NL)
- 2018: 3 Mar – 23 Sep,  From Muscle Power to Robot Resistance, Museum Helmond (NL)
- 2018: 20 Jan – 9 Dec, The Collection Illuminated by Charlotte Dumas: Oorthuys with Martien Coppens, Richard Tepe and Ed van der Elsken, Netherlands Photo Museum (NL)
- 2019, 15 Sep 2018 – 13 Jan, The Mix | Dutch Photographers: Past & Present, Netherlands Photo Museum (NL)
- Ongoing: The Family of Man, UNESCO Memory of the World, Steichen Collections, Clervaux Castle (LU)

## Publicaciones
- Oorthuys, Cas (1947), The Netherlands: seen by the tourist = Nederland: zoals de toerist het ziet, Contact.
- Oorthuys, C.; Brusse, J. (1951), Bonjour Paris, bonsoir Paris, au revoir Paris: Parijse begroetingen, Contact.[28]
- Oorthuys, C.; Cocheret, C. A.; Aero-photo Nederland (1952), This is Rotterdam, Contact.[28]
- Oorthuys, Cas (1958), This is Brussels and the World Exhibition, Cassirer.
- Oorthuys, Cas (1970), Het laatste jaar, 1944–45: een verslag in foto's over onderdrukking en bevrijding, Contact.
- Vries-Kruyt, T. de; Kretschmar, Vivienne van; Oorthuys, Cas (1971), Small ship, great sea: the life story of a mongoloid boy, Collins, ISBN 978-0-00-460201-1.
- Oorthuys, Cas; Alings, Wim (1969), Mensen: People. Een fotoboek/A book of photographs van Cas Oorthuys, Contact.
- Oorthuys, Cas; Alings, Wim (1969), Peoplevan Cas Oorthuys.English approximations by James Brockway, Contact.
- Oorthuys, Cas (1981), Oxford in focus, Cassirer, ISBN 978-0-85181-100-0.
- Oorthuys, Cas (1992), Guaranteed real Dutch, Congo, Uitgeverij Duo/Duo, ISBN 978-90-72971-11-1.
- Oorthuys, Cas; Thys van den Audenaerde, Dirk F. E; Creemers-Palmers, M (1992), Mensen aan de stroom: reisimpressies van Cas Oorthuys in Belgisch-Kongo, 1959: foto-album, Museum-Tervuren.
- Oorthuys, Cas; Bool, Flip; Raaff, Henk (2004), Cas Oorthuys: Amsterdam, B. Lubberhuizen, ISBN 978-90-5937-063-0.
- Oorthuys, Cas; Jong, Joop de; Mulder, Toni; Suermondt, Rik (2001), Cas Oorthuys, onderweg: Europa, 1945-1965, Contact Amsterdam, ISBN 978-90-254-6321-2.
- Oorthuys, Cas; Vriens, Jacques (2000), Allemensen! = everyman!, Rotterdam Stichting Uitgeverij Duo/Duo, ISBN 978-90-72971-57-9.